# Kultur i Tiomilaskogen
Kultur i Tiomilaskogen är en kulturfestival som varje år firas i sista helgen i juli vanligtvis torsdag, fredag och lördag. Området Tiomilaskogen ligger på gränsen mellan Dalarna och Värmland och är en typisk Finnmark. Det började med en liten konstutställning sommaren år 2000 och från och med år 2001 har det varit en årligt återkommande kulturfestival. 2006 lockade festivalen 6 000−7 000 besökare. Som en separat del av festivalen firas Lejsme-Per-festen sista torsdagen i juli.